# Sengoku Blade
Sengoku Blade: Sengoku Ace Episode II (戦国ブレード?) è un videogioco arcade del 1996 sviluppato da Psikyo. Lo sparatutto ha ricevuto una conversione per Sega Saturn distribuita da Atlus.
Il gioco è incluso nella raccolta Psikyo Shooting Collection Vol. 2: Sengoku Ace & Sengoku Blade per PlayStation 2, insieme al suo predecessore Samurai Aces. È stato inoltre pubblicato per Nintendo Switch con il titolo TENGAI for Nintendo Switch.

## Modalità di gioco
Al contrario di Samurai Aces, Sengoku Blade è uno sparatutto a scorrimento orizzontale. La versione per Sega Saturn è composta da due dischi, il secondo dei quali contiene numerose illustrazioni. In questa conversione è possibile ottenere come personaggio giocante bonus Marion di Gunbird.